# پاتوکوتای
پاتوکوتای (به انگلیسی: Pattukkottai) یک منطقهٔ مسکونی در هند است که در بخش تنجائور واقع شده‌است. پاتوکوتای ۲۴ کیلومتر مربع مساحت و ۷۳٬۱۳۵ نفر جمعیت دارد و ۵ متر بالاتر از سطح دریا واقع شده‌است.